# Palais nasrides de l'Alhambra
 (septembre 2015).
Si vous disposez d'ouvrages ou d'articles de référence ou si vous connaissez des sites web de qualité traitant du thème abordé ici, merci de compléter l'article en donnant les références utiles à sa vérifiabilité et en les liant à la section « Notes et références ».
Les palais nasrides constituent un ensemble palatin destiné à la vie de cour des Nazaris, à l'intérieur de l'Alhambra de Grenade, en Andalousie.

## Description
Les palais nasrides constituent un complexe de bâtiments ornementaux bâtis sur plusieurs générations. Les salles sont communicantes et donnent sur des cours intérieures ; elles suivent un tracé orthogonal.
Dans leur forme actuelle, on peut distinguer trois zones d'ouest en est : le Mexuar, le palais de Comares, les palais des Lions.

### Mexuar
D'ouest en est, on distingue :
- la cour de la Mosquée, dont il ne reste que des vestiges
- la cour et la tour de Machuca, qui doivent leur nom à Pedro Machuca, architecte de Charles Quint, qui occupa la tour.
- la salle du Mexuar : Construite sous le sultan Ismaïl Ier (1314-1325), elle fit l'objet d'aménagements sous Mohammed V. À l'époque nasride, elle servit notamment de siège au tribunal royal. Après la reconquête, elle fut transformée en chapelle chrétienne au XVIe siècle. L'espace central est délimité par quatre colonnes de marbre, qui soutenaient jadis une coupole. Au XVIe siècle, cette dernière disparut lorsqu'on ajouta un étage. La coupole fut remplacée par un plafond lambrissé à disposition radiale. La salle est décorée d'un lambris d'azulejos, dont les étoiles centrales représentent la devise nasride en caractères arabes, l'aigle à deux têtes de la maison des Habsbourg et les Colonnes d'Hercule.
- la salle des Oraisons : Comme elle a subi de nombreuses restaurations, il est difficile de se faire une idée de son aspect d'origine. Elle n'a pas la même orientation que les autres bâtiments : comme il s'agit d'une salle de prières musulmane, elle est orientée vers le sud-est, en direction de La Mecque.
- la cour de la Chambre dorée (patio del Cuarto Dorado) : On accède à la cour par une porte dont l'étroitesse permet de mieux en contrôler l'entrée. Le sultan y donnait ses audiences. Du côté sud de la cour se trouve la façade du palais de Comares. Du côté nord, une galerie formée de trois arcs mène à la chambre dorée. Celle-ci doit son nom au plafond à caissons à motifs dorés. Bien que le plafond soit d'origine, après la Reconquête, il a été muni de motifs héraldiques des monarques catholiques.

### Palais de Comares
Le palais de Comares fut développé pour l'essentiel par les bâtisseurs nasrides Yusuf I et Mohammed V al-Ghanî. Les Espagnols le nomment également le patio des Arrayanes, assimilant cette partie du palais à l'espace le plus ample qui s'y trouve.
D'ouest en est, les différentes parties de ce palais sont :
- la cour des Myrtes (patio de los Arrayanes) ;
- la salle de la Barque, au nord de la cour;
- la salle du Trône ou des Ambassadeurs, située au nord de la salle de la Barque, dans la tour de Comares. Lieu de la salle du trône (diwan).
- le Hammam.

### Palais des Lions
C'est dans les salles de cette zone palatine que les voûtes sont les plus travaillées et raffinées.
- Salle des Murqarnas (sala de los Mocárabes);

Cette pièce rectangulaire flanque le patio des Lions vers l'ouest. elle doit son nom à la toiture de muqarnas qui la couvrait à l'origine et qui fut détruite par une explosion en 1590.
- La cour des Lions (Patio de los Leones)

Le patio, consistant en une cour intérieure et une fontaine centrale, est entouré d'une galerie à colonnes, avec deux portiques opposés. De petites rigoles partent de la fontaine pour rejoindre les quatre côtés de la cour indiquant de la sorte les points cardinaux.

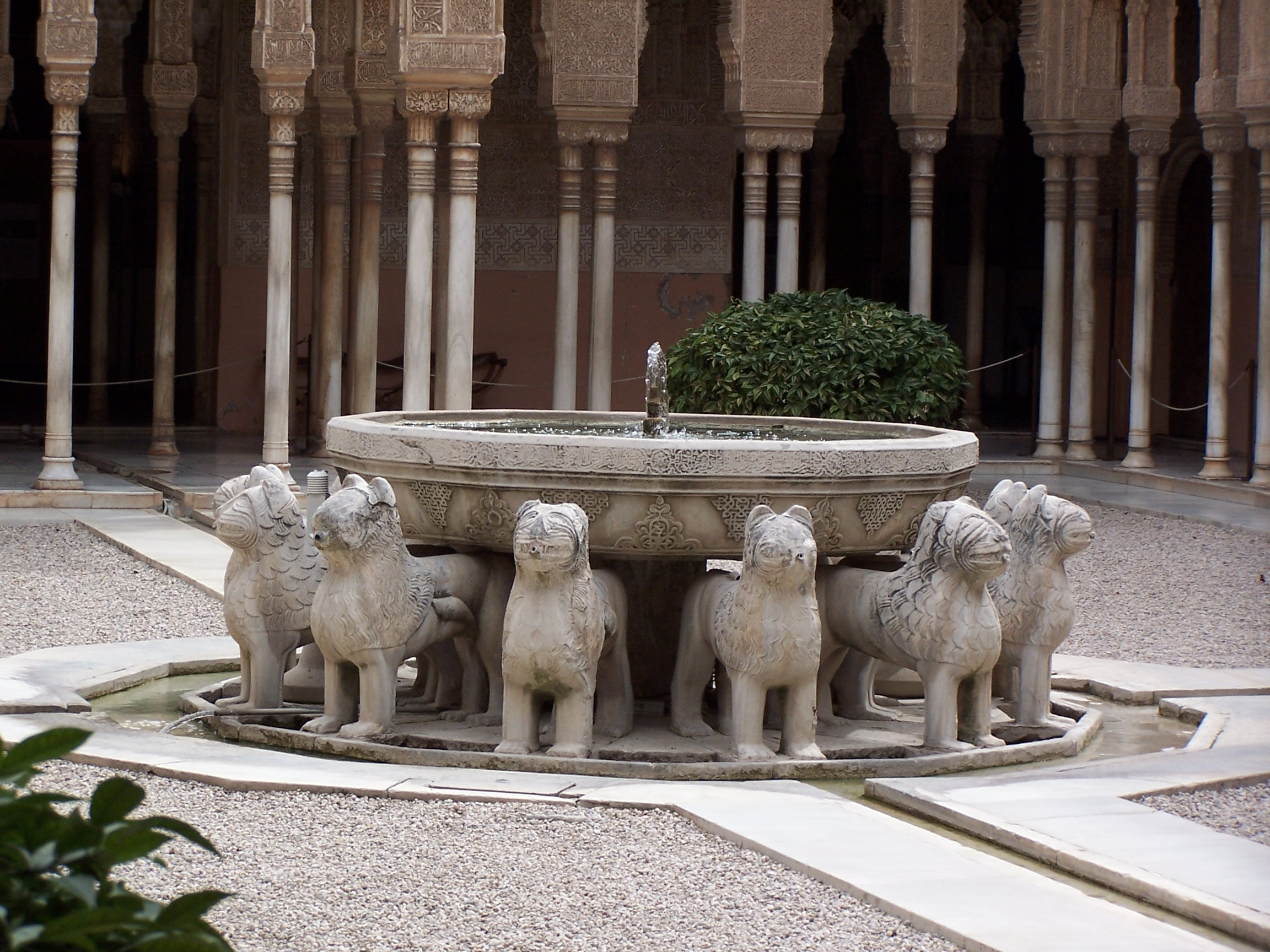
Fontaine de la cour des Lions

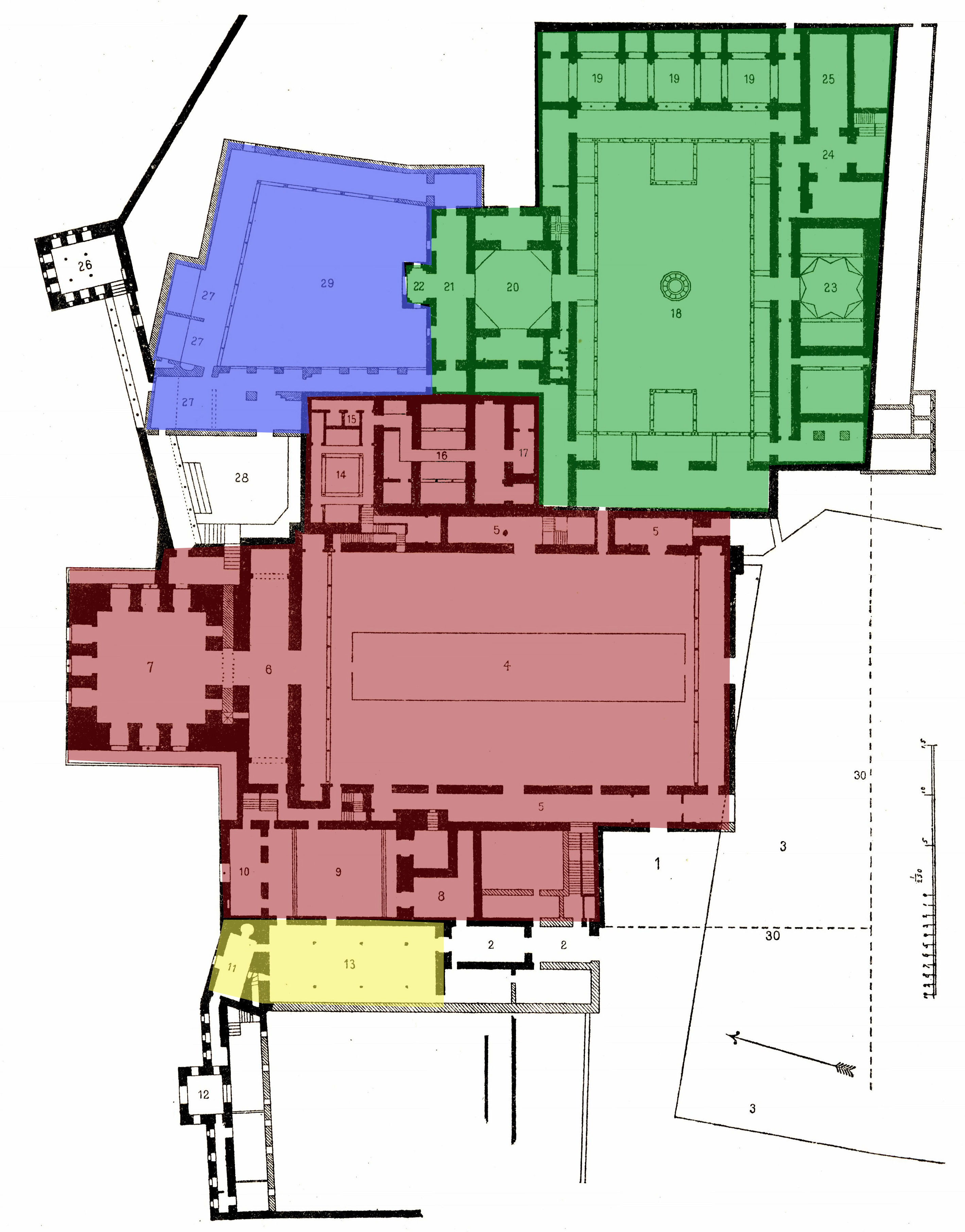
Plan des palais nasrides. En jaune : le Mexuar ; en rouge : le palais de Comares ; en vert : le palais des Lions ; en bleu : les logis de l'empereur.

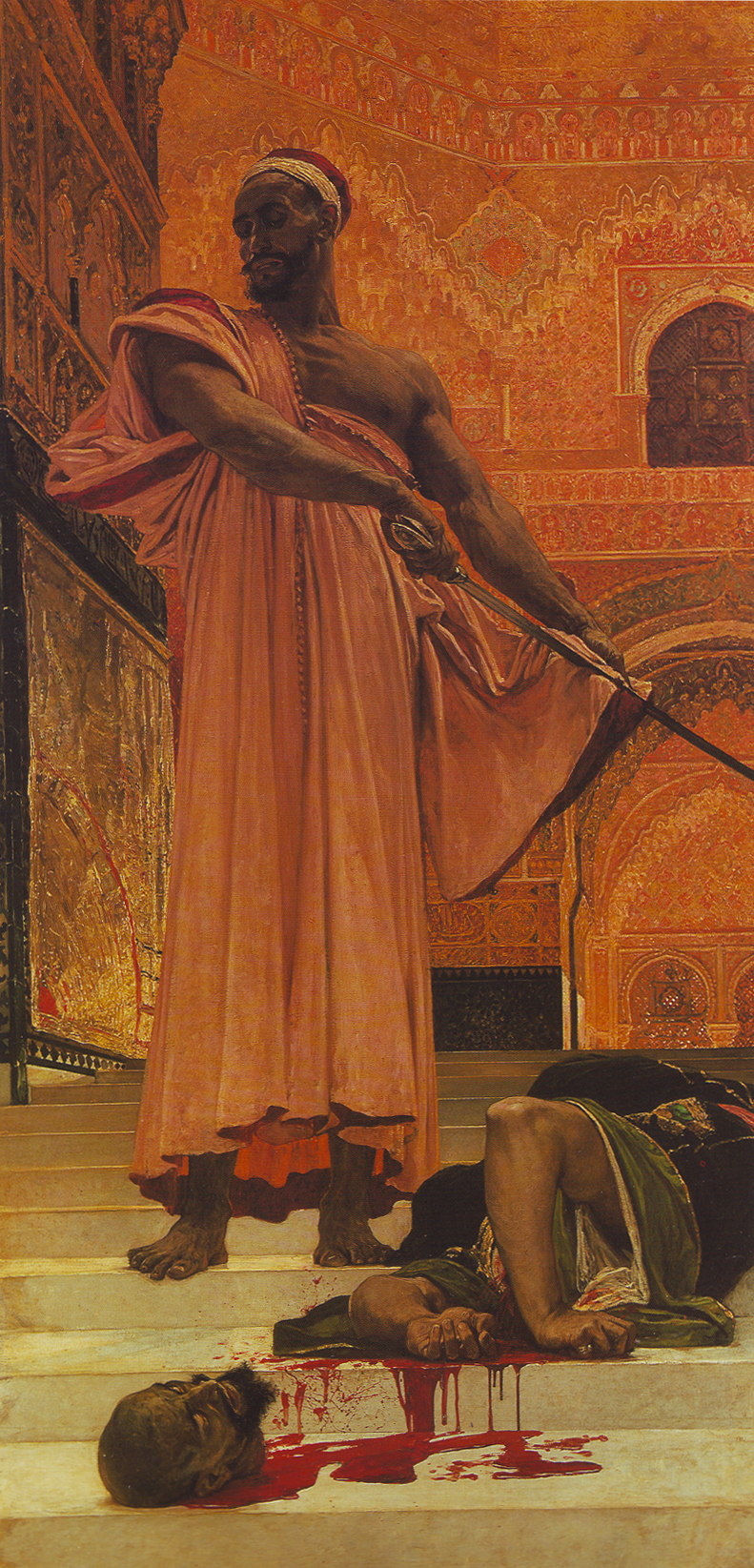
Exécution sans jugement sous les rois maures de Grenade, peinture orientaliste de Henri Regnault (1870), ayant pour cadre les palais nasrides.

Par sa configuration, ce patio renvoie aux cloîtres des monastères chrétiens.
Les lions figurant sur le patio sont des reproductions ; les lions de marbre originels font l'objet d'une réfection par l'organisme gérant le monument de l'Alhambra.
- Mirador de Lindaraja : joyau de l'art décoratif nasride
  - arcs festonnés
  - plafonds en stalactites de nid d'abeille
  - aux murs :
    - panneaux de stuc
    - panneaux de faïence, parmi les plus inventifs et originaux de l'Alhambra.

Les balconages donnent sur le jardin clos de Lindaraja ; avant que Charles Quint fit construire des appartements impériaux oblitérant la vue depuis ce mirador, la colline de l'Albaicin était visible.
- Salle des Abencérages, description du sommet à hauteur d'homme :
  - coupole en octogone étoilé,
    - forme 8 angles rentrants, qui portent 16 fenêtres en jalousie
    - la lumière donne sur la voûte centrale, de stuc

  - ruissellement de stalactites de nid d'abeille, descendant en cascade
  - un enchevêtrement de bandeaux forme liaison
  - arcs des alcôves latérales de la salle

### Séparation entre ces blocs
- Les Thermes des palais nasrides

En sortie du deuxième bloc se trouvent des appartements impériaux construits à l'époque de Charles Quint, qui sont distincts du Palais de Charles Quint et donnent sur la colline de l'Albaicín.

## Symbolique
Aux temps de son existence, cette référence au Temple de Salomon et aux palais des civilisations anciennes grecques et méditerranéennes, instaure un respect pour le pouvoir envers les personnes qui suivent cette culture ou cette religion. Tous ces éléments figurent dans l'univers spirituel véhiculé par l'architecture de l'Islam; les autres étant disparues ou réduites à l'état de ruines, seuls subsistent aujourd'hui les palais nasrides de l'Alhambra pour en témoigner.
Temple religieux, l'Alhambra n'est pas un sanctuaire inhabité au temps de sa conception : une fois implémenté cet univers peut avoir lieu à l'intérieur la vie palatine dans les temps arabes.
La continuité de ces traditions dans la structure du pouvoir musulman permet donc d'avoir accès encore aujourd'hui à l'esprit propre à ces lieux, dont la décoration procède de la cosmogonie propre aux penseurs et théologiens de l'Antiquité.

## L'art des palais nasrides
- on constate une répétition à outrance d'une phrase reproduite sur des liserés à hauteur d'œil, Wa lā gāliba illā-llāh. D'autres sourates du Coran calligraphiées sont également plaquées sur les façades de ces deux palais emboîtés l'un avec l'autre.
- objet de l'article art nasride.